# (135742) 2002 PB171
(135742) 2002 PB171 est un objet transneptunien en résonance 4:7 avec Neptune.

## Caractéristiques
(135742) 2002 PB171 mesure environ 153 km de diamètre.

## Orbite
L'orbite de 2002 PB171 possède un demi-grand axe de 43,831 ua et une période orbitale d'environ 290 ans. Son périhélie l'amène à 38,361 ua du Soleil et son aphélie l'en éloigne de 49,302 ua. Il est en résonance 4:7 avec Neptune.

## Découverte
(135742) 2002 PB171 a été découvert le 5 août 2002.